# Zhao Liang
Zhao Liang (赵亮T, 趙亮S, Zhào LiàngP; Liaoning, 1971) è un regista e fotografo cinese.
La maggior parte delle sue produzione non è mai stata approvata dalla censura del governo cinese, tuttavia la presenza delle sue opere nel mercato pirata DVD lo ha reso celebre anche in madrepatria.

## Biografia

### Carriera
Nasce a Dandong, provincia di Liaoning, Cina, nel 1971. Si laurea presso la Lu Xun Academy of Fine Art nel 1992 e si trasferisce a Pechino nel 1993, dove lavora sia come documentarista indipendente, sia come fotografo e videomaker. Inizia la sua carriera artistica come fotografo negli anni '90, prima di avventurarsi nella produzione di documentari. I suoi primi due lavori sono Farewell, Yuanmingyuan (1995) e Paper Airplane (1997), pionieristici rispetto al film documentario cinese di quel tempo. Il primo narra gli ultimi giorni di un villaggio dell'arte prima della sua chiusura da parte dell'autorità governative e il secondo segue le vite dei giovani senza diritti in mezzo alla ripartizione del sistema socialista cinese nel 1990.
Un precursore di un rivoluzionario movimento documentarista in Cina, la macchina da presa di Zhao Liang espone le lotte delle persone comuni provenienti da diversi segmenti della società cinese. Nel 2007, il suo Crime and Punishment (Zui yu fa) vince la Mongolfiera d'oro al Festival des 3 Continents a Nantes, Francia.
Nel 2009 ha presentato al Festival di Cannes il documentario Petition (Shang Fang), sul sistema giuridico cinese; il film, girato in un periodo di oltre 12 anni, descrive l'odissea di un cittadino cinese che si reca a Pechino per lamentarsi del comportamento di alcuni funzionari locali. Film che diede a Zhao Liang più visibilità e notorietà internazionale ma che fu censurato nella nativa Cina per essere stato presentato al festival senza il permesso.
Nel 2010 il film Together (Zai yi qi), commissionato dal Ministero per la Salute, è uno sguardo sulla discriminazione nei confronti dei malati di HIV e AIDS in Cina.
Nel 2015 presenta in concorso al Festival di Venezia il documentario Behemoth (Beixi Moshuo), un viaggio "dantesco" sullo sviluppo economico cinese ambientato nella regione cinese della Mongolia Interna.
Il suo lavoro è stato esposto sia in festival cinematografici che in sale museali, tra cui Chinese Realities/Documentary Visions tenuto nel 2013 al MoMA di New York, dove il suo film punto di riferimento, Petition venne proiettato nella versione originale di cinque ore per la prima volta.

### Vita privata
Zhao Liang vive a Pechino.

## Filmografia

### Regia

#### Documentari
- Farewell, Yuanmingyuan (Gao bie yuan ming yuan) (1995)
- Paper Airplane (Zhi Feiji) (1997)
- Return to the Border (Zai jiang bian) (2005)
- Crime and Punishment (Zui yu fa) (2007)
- Petition (Shang Fang) (2009)
- Together (Zai yi qi) (2010)
- Behemoth (Beixi Moshuo) (2015)

#### Cortometraggi
- Bored Youth (2000)
- Jerks, Don't Say Fuck (2001)
- City Scene (Cheng shi Feng jing) (2004)

## Riconoscimenti
- 2009 – Bratislava International Film Festiva
  - miglior documentario – Petition
- 2010 – Buenos Aires International Festival of Independent Cinema
  - Human Rights Award – Petition
- 2009 – Festival di Cannes
  - candidatura al Camera d'or – Petition
- 2016 – Hong Kong International Film Festival
  - Golden Firebird Award per il miglior documentario – Behemoth (Beixi Moshuo)
- 2007 – Festival des 3 Continents
  - Mongolfiera d'oro – Crime and Punishment (Zui yu fa)
- 2015 – Stockholm Film Festival
  - miglior documentario – Behemoth (Beixi Moshuo)
- 2015 – Mostra Internazionale del Cinema di Venezia[10]
  - premio SIGNIS - Behemoth (Beixi Moshuo)
  - premio Green Drop – Behemoth (Beixi Moshuo)
  - candidatura al Leone d'oro – Behemoth (Beixi Moshuo)